# Венецианска грамота
Венецианската грамота е писмен документ от българския цар Иван Александър, издаден през 1346 – 1347 г. под формата на дарствена грамота и регламентиращ правата и привилегиите на венецианските търговци в България.
Документът представлява опит да се подобрят обтегнатите отношения между България и Венецианската република и да се регламентира търговската дейност на венецианските поданици в България. Документът не е съхранен в оригинал, но са запазени четири негови преписа в превод на италиански език заедно с писмо на Иван Алексаднър от 1352 г.

## Текст на грамотата

### на италиански
Lo mio imperio da commandamento alli miei amici et frattelli Franchi Veneziani, et giurò lo mio imperio per Dio Padre et per Vergine Maria et per la santa veracia Croce et per la santa Parasceve da Drenovo et sull'anima mia, che tutti li mercadanti Veneziani possino andare e venire con le lore navi e mercadantie per tutto lo imperio nostro salvi e securi.
Dieno pagare de comerchio 3 per cento. Il fiol per il padre, ne'l padre per il fiol non possa portare pena. Se per desaventura occorresse che alcun navilio perisse, sian salve e l'havere et le persone. Ancora per peso de perperi cento paghino grossi quattro. Per raozzadego [?] per mezza c[antar] grossi 3. Per peso de mercantie per cantar aspri 1¼. Per alborazo da nave grande perperi due, per nave pizola 1. Se le mercantie non si vendessero, per terra o per mare vadan ove le piace e non paghi[no] cosa alcuna. Ancora non si possa bollare, ne tuor pegno in casa d'alcun Venecian, se non va prima alla razon.
 Ancora sel morisse alcun Venezian, se non va prima [alla razon], nessun possa intromettere li suoi beni, se non Veneziani proprii. Ancora possa comprar e far fare chiesa e loza ove li piace dentro delle terre, senza che alcun li contradica a questi commandamento. E chi volesse contradire, sia traditore del mio imperio.
Mandata detta copia per Marco Leonardo Veneziano console de Veneziani in Varna nel 1352 d'ottobre insieme con una lettera del deto imperatore del 1352 ut puto, con una nota d'esso console ut infra. Vi ricordo, che lo perpero de Varna é baratti XVI e due terzi, e val grossi sei, aspri 5, e perpero val grossi 8. 2, grossi uno.

### на български
Моето царство дава тази повеля на моите приятели и братя франките венецианци и се заклева моето царство в Бога Отца и в Дева Мария, и в светия истински Кръст, и в света Петка Търновска, и в моята душа, че всички венециански търговци могат да отиват и идват със своите кораби и стоки по цялото наше царство здрави и безпечни.
Те трябва да плащат за търговия 3 на сто. Не може да понася наказание нито синът за бащата, нито бащата за сина. Ако за нещастие се случи да погине някакъв кораб, да се спаси имането и лицата. Също за тегло от сто перпери да платят 4 гроша. За половин кантар 3 гроша. За тегло на стока на кантар 1 аспра и четвърт. За мачтово дърво на голям кораб два перпера, на малък един перпер. Ако стоките не се продадат, да вървят, гдето им се нрави по суша или по море, и да не плащат нищо. Също така не може да се запечатва или да се тури възбрана в къщата на никой венецианец, ако не се отиде първом на съд.
Също ако умре някой венецианец, ако не е бил първом на съд, никой да не може да се разпорежда с неговите блага, освен самите венецианци. Също така да могат да построят църква и ложа, гдето им се нрави в земите, без никой да им се противопоставя по тази повеля. Който би дръзнал да се противопостави, да бъде предател спрямо моето царство.
Това копие е изпратено от венецианеца Марко Лионардо, консул на венецианците във Варна, през октомври 1352 г., придружено с едно писмо на същия цар от октомври 1352 г., както е изписано, с една бележка на същия консул, а именно: „Напомням ви, че перперът на Варна е 16 карата и 2/3 и струва 6 гроша, 5 аспри. Перперът струва 8 аспри и един грош."